# Gammavan
Gammavan är en sjö i Nordmalings kommun i Ångermanland och ingår i Öreälven-Leduåns kustområde.